# Amstelland Concernbeheer
Amstelland Concernbeheer was een in Arnhem gevestigd bouwbedrijf, dat zich vooral op de industriële productie van betonbouwelementen richtte. Het heeft bestaan tot 30 juni 1988, toen het fuseerde met NBM tot NBM-Amstelland.

## Geschiedenis
Op 14 mei 1971 werd J.P.A. Nelissen Betonindustrie overgenomen, waar toen 2400 mensen werkten. De bedoeling was dat, naast voorgespannen betonelementen, ook woningbouwelementen zouden worden geproduceerd. Het bedrijf DSM, dat een divisie DSM Bouw bezat, begon deze te ontmantelen en delen daarvan werden gekocht door Amstelland Concernbeheer. De in Venray gevestigde Amstelland-dochter Neduco nam daartoe van DSM de Van Egteren Industriële Constructiebeton Maatschappij (ICM over). Op 24 augustus 1977 vond deze fusie plaats, en op 2 november 1977 werd bekendgemaakt dat de fabriek te Venray gesloten werd, waardoor 200 arbeidsplaatsen verloren gingen.
Op 25 juni 1983 had Amstelland het voornemen om 100 van de 850 medewerkers te ontslaan bij de woningbouwdochter Nevanco. Op 1 mei 1984 werd Van Egteren-Foeckert, met vestigingen in Enschede, Zwolle, Eindhoven en Heerlen, overgenomen. Ook dit was een onderdeel van DSM Bouw.
Verdere overnames betroffen Coban elementenbouw te Heerlen (22 oktober 1984), waar wand- en dakelementen werden vervaardigd en 70 mensen werkten, en Batec betonrenovatiebedrijf (9 april 1985), dat eveneens 70 medewerkers telde. Op dat ogenblik werkten er 2500 mensen bij Amstelland.
Op 7 november 1985 werd het grondwerk- en bestratingsbedrijf EBB overgenomen, waar 60 mensen in dienst waren. Op 21 januari 1986 werd bekendgemaakt dat de laatste dochter van DSM Bouw, Betonson, niet door Amstelland zou worden overgenomen.
Ondertussen deden geruchten de ronde over financieringsproblemen en wrijvingen tussen winstgevende en verliesgevende dochters, en de concerndirectie.
Op 30 juni 1988 ging Amstelland Concernbeheer samen met NBM, om de combinatie NBM-Amstelland te gaan vormen.